# Большое Огрызково
Большое Огрызково — деревня в Кимрском районе Тверской области. Входит в состав Ильинского сельского поселения.

## География
Находится в юго-восточной части Тверской области на расстоянии приблизительно 16 км на северо-запад по прямой от районного центра города Кимры в левобережной части района.

## История
Известна была с 1628 года как деревня с 10 дворами, владение старицы Мстиславской, с 1645 года новое владение московского Архангельского собора. В 1780-х годах 34 двора в Бол. Огрызково (было еще Малое), 28 в 1806. В 1859 году здесь (деревня Корчевского уезда Тверской губернии) было учтено 36 дворов, в 1887 — 35.

## Население
Численность населения: 143 человека (1780-е годы), 170 (1806 год), 192 (1859 год), 203 (1887), 7 (русские 100 %) в 2002 году, 1 в 2010.